# Magyar Kupa (pallanuoto maschile)
La Férfi Magyar Kupa (Coppa d'Ungheria maschile) è la coppa nazionale ungherese di pallanuoto.
Il trofeo viene assegnato annualmente dalla Magyar Vízilabda Szövetség, la federazione pallanuoto magiara, e viene disputato sin dal 1923. Il club più titolato della storia è il Ferencvaros, laureatosi campione per ventiquattro volte.
Vi prendono parte i club di OB I che affrontano inizialmente una fase a gironi ed in seguito una a eliminazione diretta a partire dai quarti di finale.

## Albo d'oro
- 1923:  Ferencváros
- 1924:  Ferencváros
- 1925:  III Kerületi
- 1926:  Ferencváros
- 1927:  III Kerületi
- 1928:  MTK Budapest
- 1929:  Újpest
- 1930:  III Kerületi
- 1931:  Újpest
- 1932:  Újpest
- 1933:  Újpest
- 1934:  Újpest
- 1935:  Újpest
- 1936:  Újpest
- 1937:  MTK Budapest
- 1938:  Újpest
- 1939:  Újpest
- 1940:  Magyar AC
- 1941:  Budapest SE
- 1942:  Budapest SE
- 1943:  Magyar AC
- 1944:  Újpest
- 1945: non disputata
- 1946:  MTK Budapest
- 1947:  Vasas
- 1948:  Újpest
- 1949:  Ferencváros
- 1950: non disputata
- 1951:  Újpest
- 1952:  Újpest
- 1953:  Honvéd
- 1954:  Honvéd
- 1955:  Újpest
- 1956: non disputata

- 1957:  Ferencváros
- 1958:  Honvéd
- 1959:  Honvéd
- 1960:  Újpest
- 1961:  Vasas
- 1962:  Ferencváros
- 1963:  Újpest
- 1964:  Ferencváros
- 1965:  Ferencváros
- 1966:  Szolnok
- 1967:  Ferencváros
- 1968:  Szolnok
- 1969:  Ferencváros
- 1970:  Orvosegyetem
- 1971:  Vasas
- 1972:  Eger
- 1973:  Ferencváros
- 1974:  Orvosegyetem
- 1975:  Újpest
- 1976:  Ferencváros
- 1977:  Ferencváros
- 1978:  Ferencváros
- 1979:  Honvéd
- 1980:  Szentes
- 1982:  Vasutas
- 1983:  Vasas
- 1984:  Vasas
- 1985:  Szolnok
- 1986: non disputata
- 1987:  Vasutas
- 1988:  Spartacus
- 1989:  Ferencváros
- 1990:  Ferencváros
- 1991:  Újpest

- 1992:  Vasas
- 1993:  Újpest
- 1994:  Vasas
- 1995:  Vasutas
- 1996:  Vasas
- 1997:  Ferencváros
- 1998:  Vasas
- 1999:  Honvéd
- 2000:  Vasutas
- 2001:  Vasas
- 2002:  Vasas
- 2003:  Vasutas
- 2004:  Vasas
- 2005:  Vasas
- 2006:  Honvéd
- 2007:  Eger
- 2008:  Eger
- 2009:  Vasas
- 2010:  Honvéd
- 2011:  Szeged
- 2012:  Szeged
- 2013:  Szeged
- 2014:  Szolnok
- 2015:  Eger
- 2016:  Szolnok
- 2017:  Szolnok
- 2018:  Ferencváros
- 2019:  Ferencváros
- 2020:  Ferencváros
- 2021:  Ferencváros
- 2022:  Ferencváros
- 2023:  Ferencváros
- 2024:  Ferencváros

## Vittorie per club
| Pos. | Squadra      | Vittorie |
| ---- | ------------ | -------- |
| 1    | Ferencváros  | 24       |
| 2    | Újpest       | 19       |
| 3    | Vasas        | 14       |
| 4    | Honvéd       | 8        |
| 5    | Szolnok      | 6        |
| 5    | Eger         | 4        |
| 6    | Vasutas      | 3        |
| 6    | III Kerületi | 3        |
| 6    | MTK Budapest | 3        |
| 6    | Szeged       | 3        |
| 11   | Magyar AC    | 2        |
| 11   | Budapest SE  | 2        |
| 11   | Orvosegyetem | 2        |
| 14   | Spartacus    | 1        |
| 14   | Szentes      | 1        |